# رفيق مكي
رفيق سالم مكي فلسطيني من مواليد مدينة غزة عام 1959م، عضو بحركة حماس شغل منصب رئيس بلدية غزة (سابقاً) منذ 22 مارس 2008.
حاصل على درجة البكالوريوس من جمهورية مصر العربية تخصص هندسة مدنية، مهندس في دائرة الهندسة بوكاله الغوث الدولية الاونروا في غزة سابقا.